# Aerfer Ariete
Pour les articles homonymes, voir Ariete.
L'Aerfer Ariete est le dernier des chasseurs expérimentaux à réaction issus des chasseurs légers dessinés par Sergio Stefanutti durant la Seconde Guerre mondiale.
C'est un développement de l'Aerfer Sagittario II, dont il se distinguait par un fuselage arrière plus profond logeant un réacteur d’appoint Rolls-Royce Soar R.Sr 2 de 821 kgp. Ce dernier, qui ne devait être utilisé qu’au décollage, en montée et éventuellement au combat, était alimenté par une ouïe escamotable noyée dans le carénage reliant l’appui-tête du pilote à la dérive.
Construit avec le soutien financier des États-Unis, le premier prototype [MM.568] effectua son premier vol le 27 mars 1958. Ce programme fut finalement abandonné en raison de performances décevantes, après la réalisation de deux prototypes qui devaient ouvrir la voie à la réalisation d’un modèle de série baptisé Aerfer Leone, chasseur à propulsion mixte dont le Soar aurait été remplacé par un moteur-fusée.
Le second prototype Aerfer Ariete [MM569] est conservé au Musée historique de l'aviation de Vigna di Valle.

### Développement lié
- Ambrosini S.7
- Ambrosini Sagittario
- Aerfer Sagittario II
- Aerfer Leone